# Martin Mberi
 (juillet 2012).
Si vous disposez d'ouvrages ou d'articles de référence ou si vous connaissez des sites web de qualité traitant du thème abordé ici, merci de compléter l'article en donnant les références utiles à sa vérifiabilité et en les liant à la section « Notes et références ».
 (juillet 2025).
Martin M'beri, né le 31 décembre 1940 à Mouyondzi (département de la Bouenza) et mort le 5 juin 2025 à Brazzaville, est un homme politique congolais, ancien ministre d’État et ancien député,.

## Biographie
Il passe son baccalauréat (section philosophie) en 1963 et exerce d'abord comme instituteur puis Professeur de l’Enseignement Secondaire (1967-1973). Il obtient en 1973 une licence en droit mention droit public science politique puis, en 1982 est diplômé d’Étude Comptable Supérieure (DECS), d’études Supérieures Spécialisées en Management des Projets (DESS) et de Techniques d’Organisation [ISTO] du Centre National des Arts et Métiers de Paris. Il devient alors avocat auprès de la Cour d’Appel de Brazzaville.
Chargé de cours à l’Université Marien-Ngouabi, en sociologie politique (1972-1974), Directeur de l’École Nationale d’Administration du Congo Enam: (école nationale administration et magistrature) (1974-1976), il est Procureur de la République près du Tribunal de Grande Instance de Brazzaville (1977) avant d'exercer comme Avocat près de la Cour d’Appel de Brazzaville à partir de 1987.

### Politique
Cofondateur et Directeur Général de l’hebdomadaire Dipanda (1963), secrétaire chargé de la commission de fair-play de la Ligue Congolaise de Football, il est membre du Bureau du Conseil National de la jeunesse congolaise CNJ (Confédération des Mouvements des jeunesses du Congo)[réf. nécessaire] et est le Premier Vice-président de la branche jeunesse du Mouvement national de la révolution (MNR) (1963)[réf. nécessaire]
Élu député à l’Assemblée Nationale (benjamin de l’Assemblée) (1963)[réf. nécessaire] puis secrétaire du Comité Central du PCT, chargé de l’éducation de la Culture et du Sport avec Rang de Ministre d’État (1972) [réf. nécessaire], il fonde en 1989 la Première Ligue Congolaise pour la Défense des droits de l’homme dont il devient Prsident[réf. nécessaire].
Il participe en 1991 à la Conférence nationale souveraine qui mettra fin au système politique du parti unique qui a prévalu depuis 1963[réf. nécessaire]  et cofonde cette année-là le Parti dénommé Union Panafricaine pour la Démocratie Sociale (UPADS), dont il est l’un des principaux dirigeants. L'UPADS gagne l’élection présidentielle une année après sa création 1992 [réf. nécessaire].
Élu Député à l’Assemblée Nationale en 1992[réf. nécessaire], il est nommé en 1998 ministre des Transports de l’Aviation Civile et de la Marine Marchande dans le gouvernement d’Union Nationale présidé par le Président Denis Sassou-Nguesso et Ministre de la Construction et de l’Urbanisme, l’Habitat dans le gouvernement du Président Denis Sassou-Nguesso, poste dont il démissionne en 2001 pour rejoindre les rangs de l’Opposition et travailler au redressement de l’Union panafricaine pour la démocratie sociale (UPADS)[réf. nécessaire].
Il fonde en 2005 et préside l'UPADS-FDR.

## Récompenses et distinctions
- Grand Croix de l’ordre du mérite congolais
- Grand officier de la légion d’honneur française

## Publication
- Congo Brazzaville, regard sur 50 ans d'indépendance nationale, 1960-2010, L'Harmattan, 2011  (ISBN 978-2296544895)